# Singapore Airlines
Singapore Airlines (chinesisch 新加坡航空, Tamil சிங்கப்பூர் வான்வழி, kurz SIA) ist die nationale Fluggesellschaft des Stadtstaates Singapur mit Basis auf dem Flughafen Singapur. Sie ist Mitglied der Luftfahrtallianz Star Alliance und bildet zusammen mit der Frachtfluggesellschaft Singapore Airlines Cargo das Dachunternehmen Singapore Airlines Group, deren Aktien an der Singapore Exchange gehandelt werden. Singapore Airlines ist die weltweit am häufigsten ausgezeichnete Fluggesellschaft.

## Geschichte

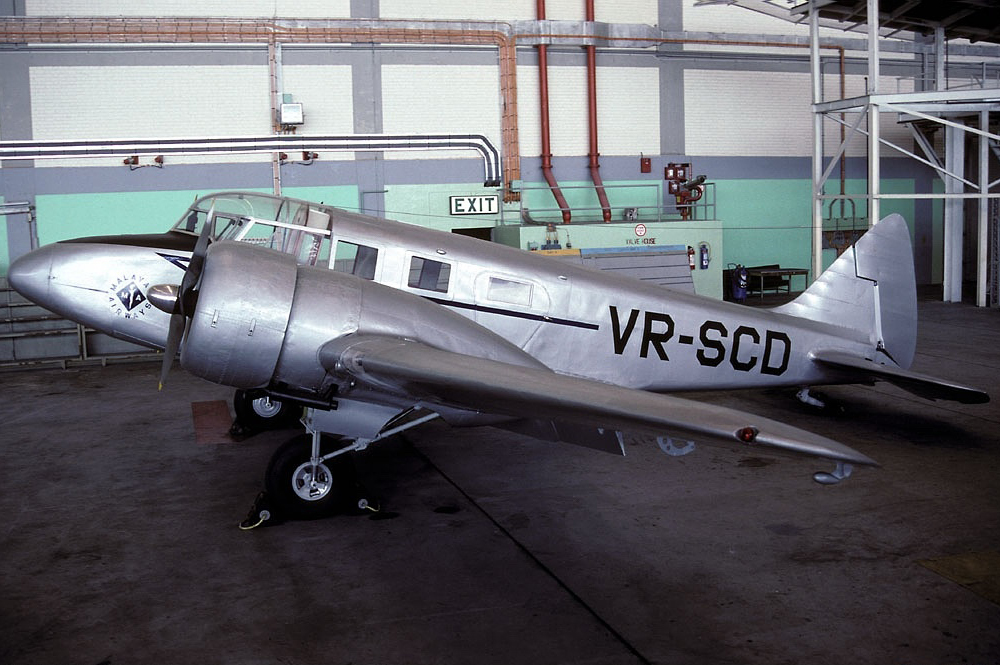
Airspeed Consul der früheren Malayan Airways

### Ursprungsgesellschaft
Die Anfänge der heutigen Fluggesellschaft reichen bis in die späten 1940er Jahre zurück, als am 1. Mai 1947 eine Airspeed Consul der Ursprungsfluglinie unter dem damaligen Namen Malayan Airways Limited vom Flughafen Singapur-Kallang in Singapur zum ersten Linienflug über Kuala Lumpur und Ipoh nach Penang abhob. In den folgenden Dekaden beschaffte das Unternehmen Flugzeuge wie die Douglas DC-4, Vickers Viscount, Lockheed Super Constellation, Bristol Britannia, Comet 4 und Fokker F-27. 1957 wurde die Föderation Malaya von Großbritannien in die Unabhängigkeit entlassen. Mehrere Douglas DC-3 stießen zur stetig wachsenden Flotte.

### VonMalaysian Airways LimitedzuSingapore Airlines
Am 16. September 1963 entstand der erweiterte Staatenbund Malaysia, woraufhin die Fluggesellschaft im November 1963 den Namen Malaysian Airways Limited erhielt, bis sie im Dezember 1966 in Malaysia-Singapore Airlines (kurz: MSA) umbenannt wurde, da Singapur die Föderation am 9. August 1965 verlassen hatte. 1967 wurde die Flotte vergrößert und das Streckennetz stark erweitert. Im gleichen Jahr bezog sie eine neue Firmenzentrale in Singapur. MSA übernahm 1968 ihre erste Boeing 707, die zunächst auf Flügen nach Tokio zum Einsatz kam.
Nach politischen Unstimmigkeiten wurde Malaysian Airways in zwei separate Unternehmen aufgeteilt. Auf malaiischer Seite entstand die heutige Malaysian Airline System (später Malaysia Airlines), während in Singapur Singapore Airlines gegründet wurde. Da fast alle internationalen Routen von Singapur aus geflogen wurden, übernahm Singapore Airlines alle sieben Boeing 707 und fünf Boeing 737. MAS konzentrierte sich auf den regionalen Markt und übernahm die restliche Flotte, bestehend aus Fokker F-27.

### 1970er und 1980er Jahre

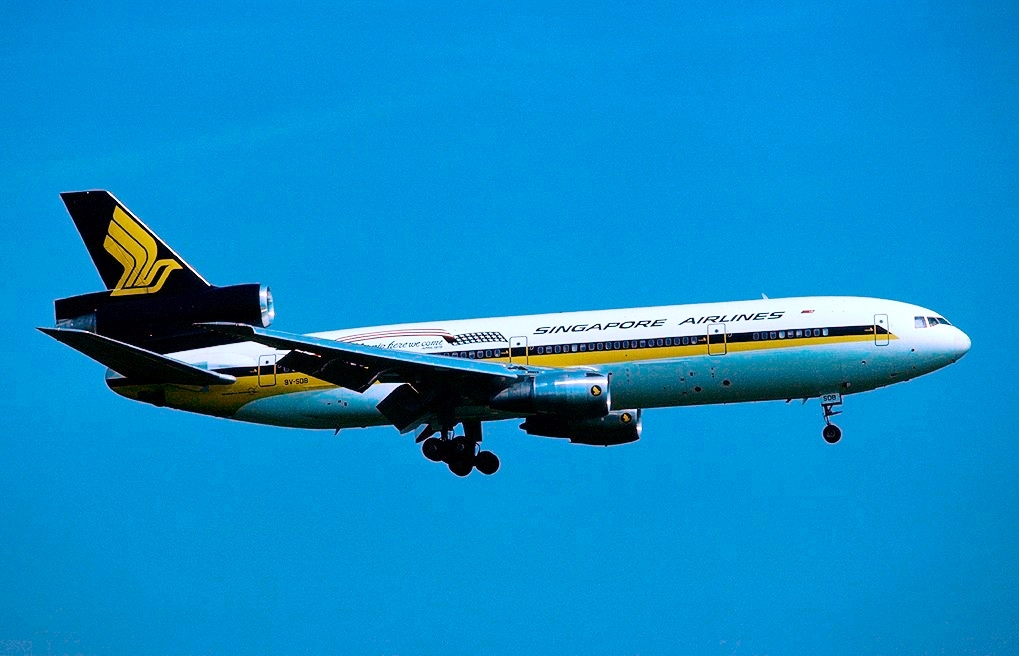
McDonnell Douglas DC-10-30 der Singapore Airlines im Jahr 1979

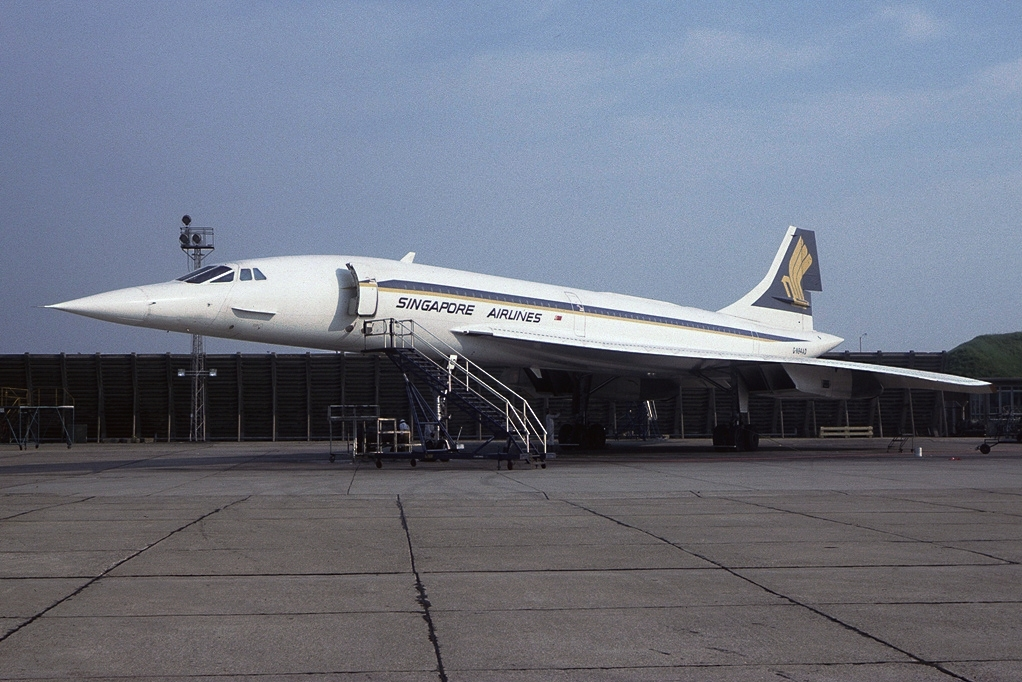
Concorde G-BOAD der British Airways mit einseitiger Lackierung von Singapore Airlines (1979)

SIAs weibliche Kabinenbesatzung behielt die traditionell malaiische Uniform der Vorgängergesellschaft bei. Der französische Designer Pierre Balmain entwarf das Aussehen des Sarong kebaya für Singapore Airlines. Außerdem wurde die erfolgreiche Marketingidee, das Singapore Girl eingeführt. Von nun an werden Flugbegleiterinnen, die diesem Ideal entsprechen, als Kabinenpersonal eingestellt, wobei die Nationalität dabei im Hintergrund steht. Die Stewardessen sind noch heute Hauptelement der Werbung. Das zu Beginn 22 Ziele umfassende Streckennetz wuchs in den 1970er Jahren schnell an. Viele Destinationen auf dem indischen Subkontinent und in Ostasien kamen hinzu; erste „Jumbos“ und McDonnell Douglas DC-10 ergänzen die Flotte.
In zwei kurzen Phasen im Jahr 1977 und zwischen 1979 und 1981 bot Singapore Airlines in Zusammenarbeit mit British Airways Überschallflüge zwischen London und dem Flughafen Singapur-Paya Lebar mit der Concorde an. Zu diesem Anlass wurde die British-Airways-Concorde mit dem Luftfahrzeugkennzeichen G-BOAD auf der einen Seite des Flugzeugrumpfes in SIA-Farben bemalt. Die Flüge endeten, nachdem die malaysische Regierung eine andere Flugroute erlassen und Indien Überschallflüge in seinem Luftraum verboten hatte. Vor allem der letzte Aspekt machte den Concorde-Einsatz unmöglich.
Die 1980er Jahre waren geprägt von der stetigen Modernisierung der Flotte durch Boeing 747-300, Boeing 757-200, Airbus A300 und Airbus A310. Des Weiteren wurden Ziele in Kanada, den USA und Afrika (Johannesburg) in den immer umfangreicher werdenden Flugplan aufgenommen. SIA war die erste Fluglinie, die eine Boeing 747-400 auf transpazifischen Routen einsetzte.

### Jüngere Geschichte seit 1990

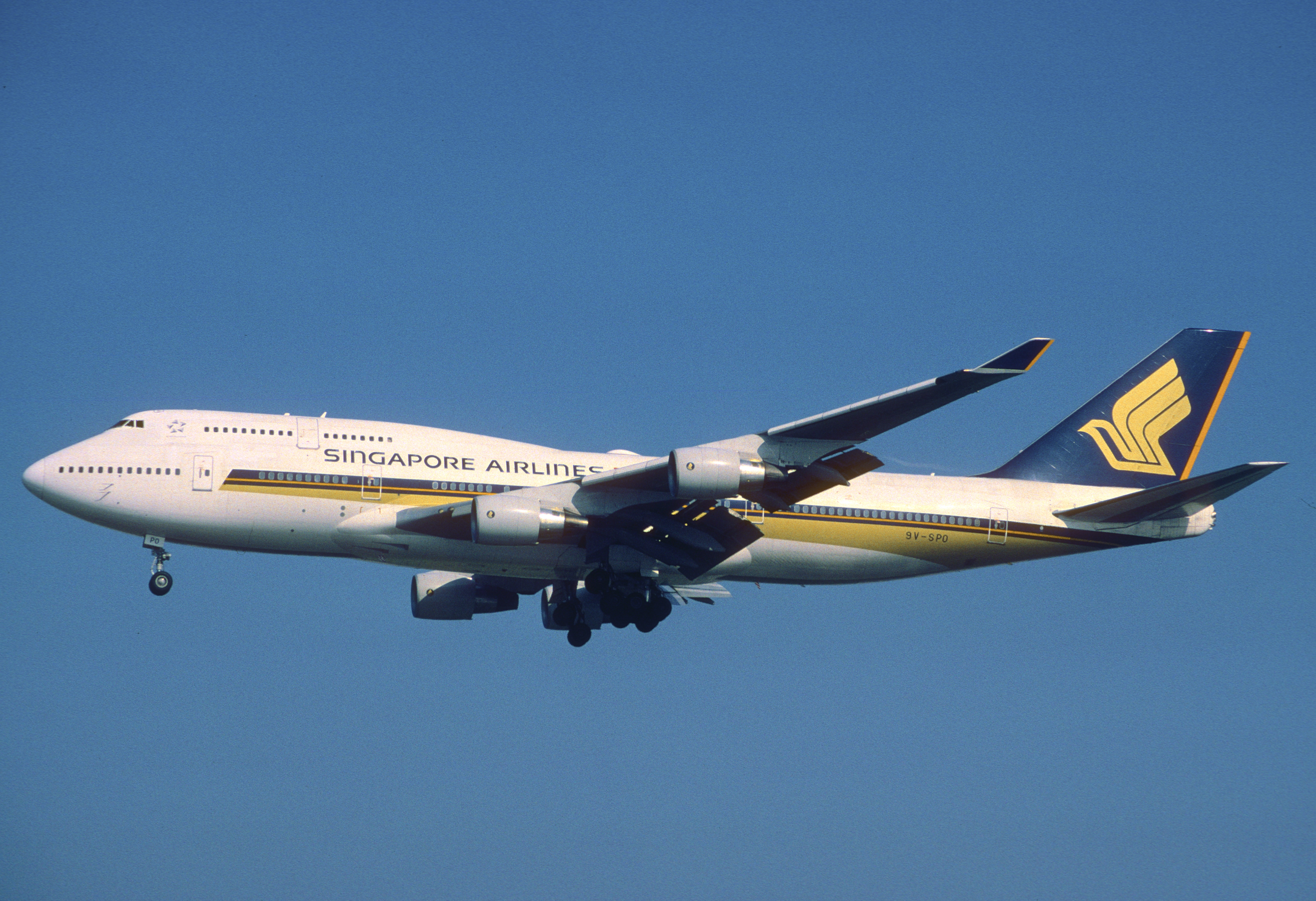
Boeing 747-400 der Singapore Airlines im Jahr 2006

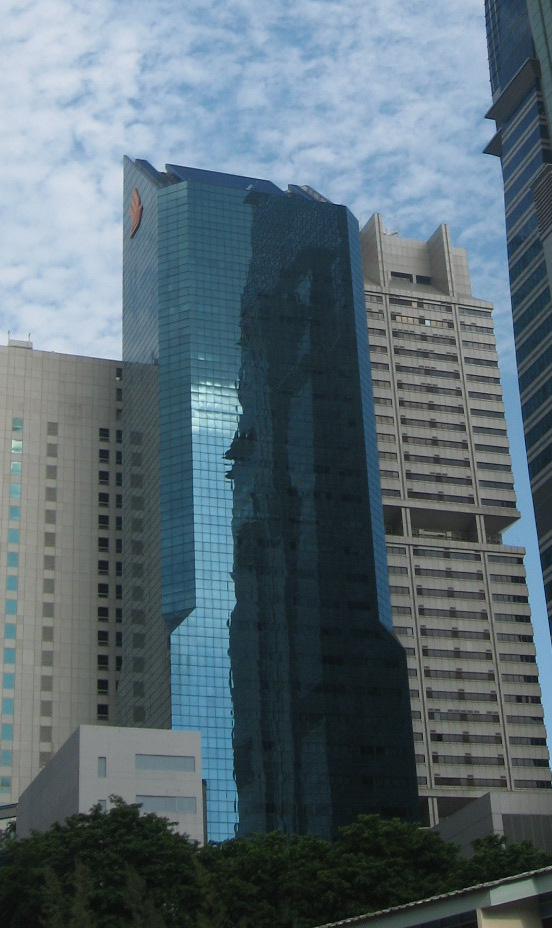
Singapore Airlines Building

Auch in den 1990er Jahren machte SIA durch kostspielige Großbestellungen von neuen Flugzeugtypen auf sich aufmerksam. So wurden 1994 für 10,3 Milliarden US-Dollar 22 zusätzliche Boeing 747 und 30 Airbus A340-300 bestellt. Ein Jahr darauf kaufte man 77 Boeing 777 für 12,7 Milliarden US-Dollar, gefolgt von einer Bestellung über zehn Airbus A340-500-Ultralangstreckenflugzeuge im Wert von 2,2 Milliarden US-Dollar im Jahr 1998.
2000 machte SIA als weltweiter Erstkunde des Airbus A380 von sich reden. Die damalige Bestellung von zehn Exemplaren wurde sechs Jahre später auf der Farnborough International Airshow in England um weitere neun aufgestockt. Das erste Flugzeug dieses Typs wurde am 15. Oktober 2007 ausgeliefert.
SIA war 2006 gemessen am Gewinn die zweiterfolgreichste Fluggesellschaft der Welt.
Zum 1. September 2010 zählte die A380-Flotte der Singapore Airlines zwölf ausgelieferte Exemplare, die zwischen Singapur und London, Paris, Zürich, Sydney, Melbourne, Hongkong und Tokio eingesetzt werden.
Am 3. September 2010 wurde Goh Choon Phong neuer Chief Executive Officer von Singapore Airlines und trat die Nachfolge von Chew Choon Seng, der Ende Dezember 2010 in den Ruhestand ging, an. Der im Jahr 2010 47-jährige Goh Choon Phong kam im Jahr 1990 zu Singapore Airlines, nachdem er das Massachusetts Institute of Technology mit einem Master in Elektrotechnik und Informatik sowie drei Bachelor-Abschlüssen in Informatik, Maschinenbau und Wissenschaftlicher Betriebsführung und Kognitionswissenschaften absolviert hatte. Er war bisher in Positionen im gehobenen Management sowohl in Singapur als auch im Ausland tätig. Momentan bekleidet er die Position des Executive Vice President Marketing and the Regions. Dieses Amt trat er Anfang des Jahres an. Zuvor war er vier Jahre Präsident von Singapore Airlines Cargo. Gegenwärtig (September 2010) amtiert er außerdem als Vorstandsvorsitzender von Silk Air.
Am 4. Juni 2012 nahm die Billigfluggesellschaft Scoot den Betrieb auf. Hiermit reagierte Singapore Airlines auf die zunehmende Konkurrenz durch Billigflüge ab Singapur. Konkurrenten sind beispielsweise die australische Jetstar Airways, welche ein Tochterunternehmen der Qantas ist, und AirAsia X.
Am 6. April 2012 wurde mit einem Flug von Hongkong nach Singapur die letzte Boeing 747-400 aus der Flotte der Singapore Airlines verabschiedet.
Im Dezember 2012 verkaufte Singapore Airlines ihren 49-prozentigen Anteil an Virgin Atlantic an Delta Air Lines.
Als letzte große Fluggesellschaft weltweit erlaubte Singapore Airlines im August 2015 zum ersten Mal in der Geschichte zwei Frauen die Ausbildung zu Pilotinnen anzufangen. Die Ausbildung dauert bis zu drei Jahre.
Am 9. Februar 2017 unterzeichnete Singapore Airlines bei Boeing eine Absichtserklärung zum Kauf von 20 777-9 und 19 weiteren 787-10. Die Bestellungen wurden noch nicht getätigt.
Laut Skytrax gehört sie neben All Nippon Airways, Asiana Airlines, Cathay Pacific, Etihad Airways, Eva Air, Garuda Indonesia, Hainan Airlines und Qatar Airways zu den zehn 5-Sterne-Fluggesellschaften der Welt (Stand. Dezember 2017).
Im Jahr 2020 wurde Singapore Airlines mit SilkAir fusioniert, während der Flugverkehr von der COVID-19-Pandemie betroffen war.

## Flugziele

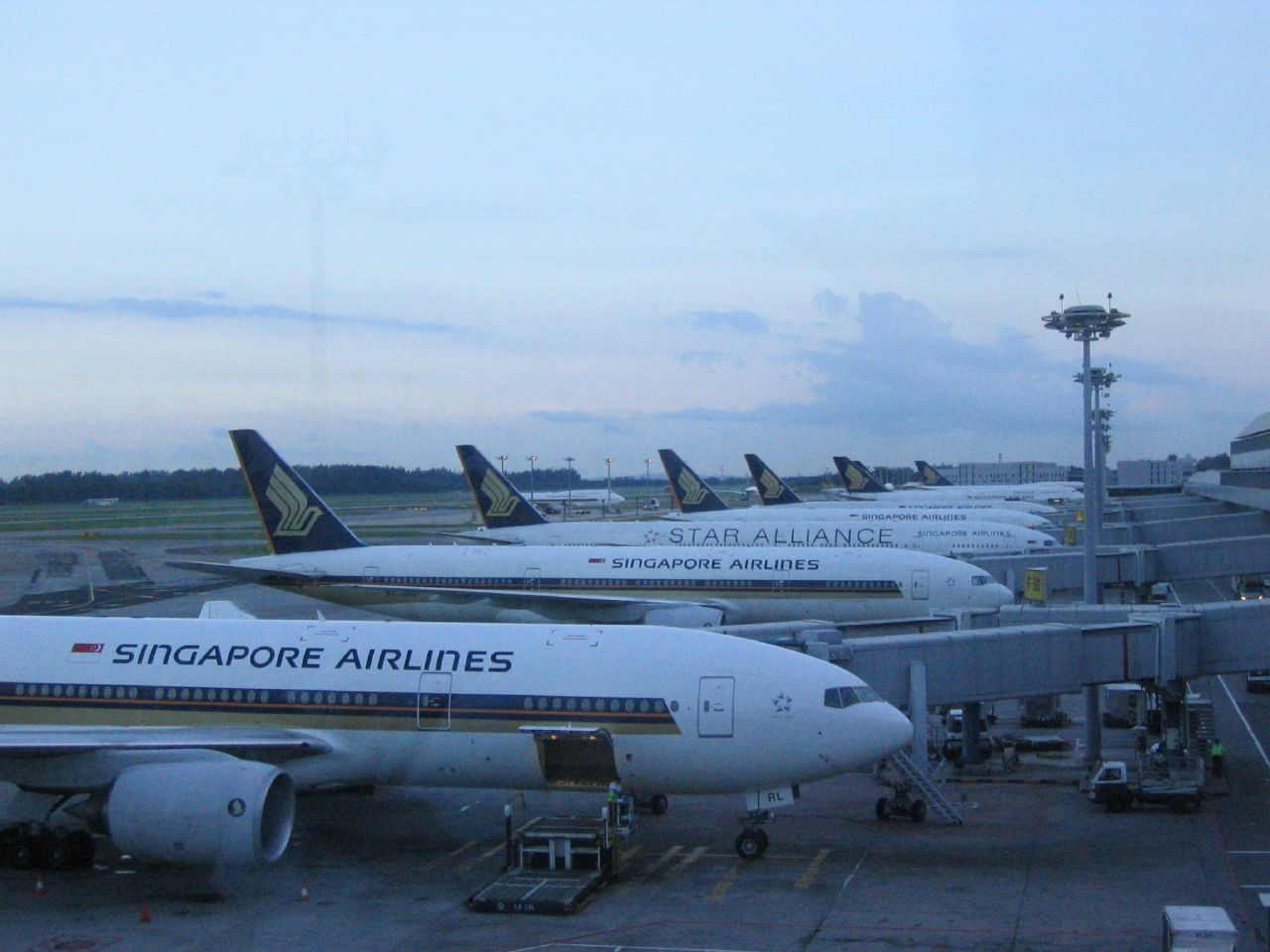
Mehrere Maschinen der Singapore Airlines auf deren Heimatbasis in Singapur

Singapore Airlines bietet von Singapur Routen in ganz Asien an. Zudem werden Ziele in Europa, Australasien, Afrika sowie Nordamerika bedient.
Codesharing
Singapore Airlines unterhält Codeshare-Abkommen mit folgenden Fluggesellschaften: (Star-Alliance-Mitglieder sind mit * gekennzeichnet)
| - Aegean Airlines* - Air Canada* - Air China* - Air New Zealand* - All Nippon Airways* | - Asiana Airlines* - Brussels Airlines* - Croatia Airlines* - Egypt Air* - Ethiopian Airlines* | - EVA Air* - Garuda Indonesia - JetBlue - LOT* - Lufthansa* | - Malaysia Airlines - SAS Scandinavian Airlines* - Shenzhen Airlines* - Silk Air - South African Airways* | - Swiss* - Turkish Airlines* - Virgin America - Virgin Atlantic - Virgin Australia |

## Flotte

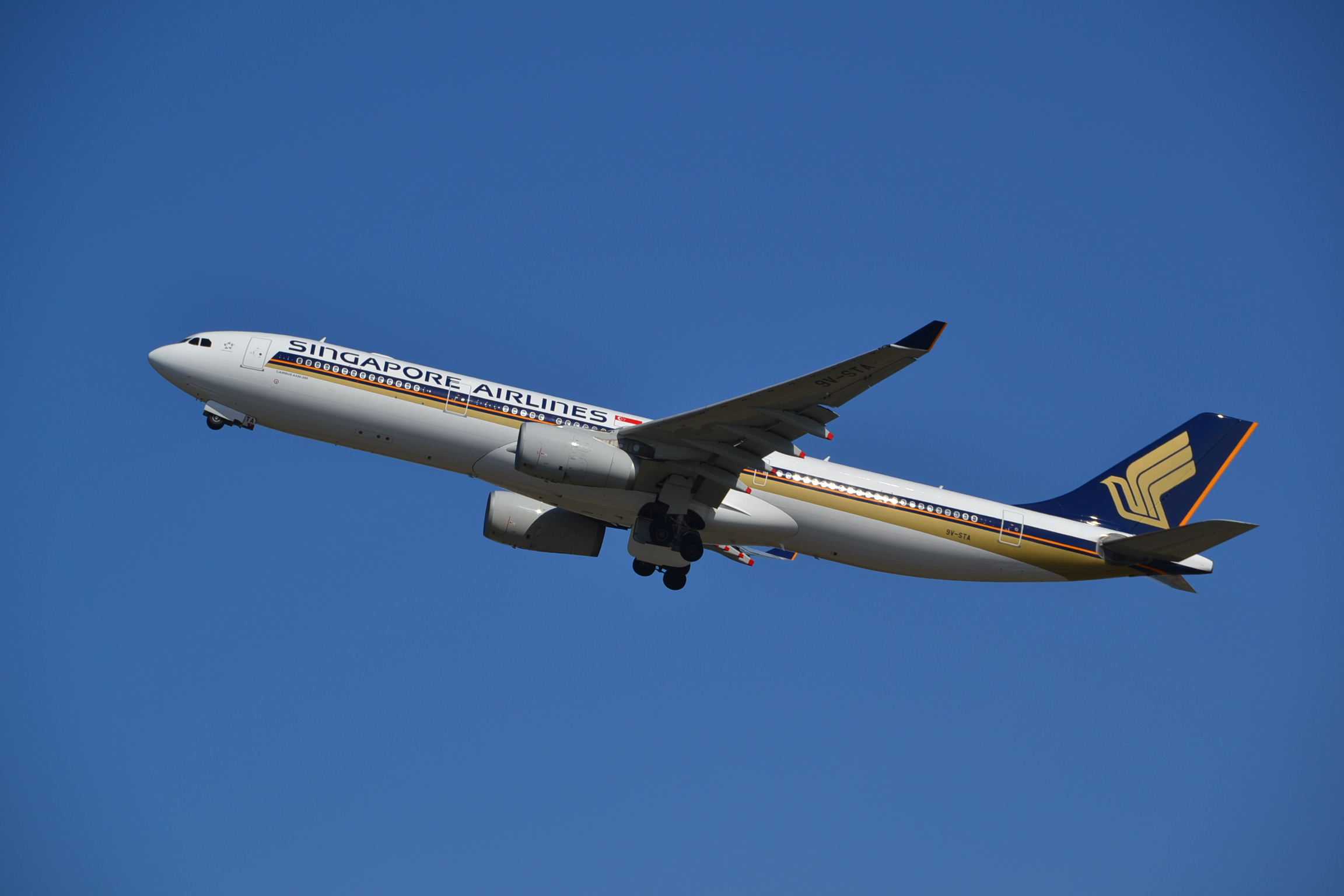
Airbus A330-300 der Singapore Airlines

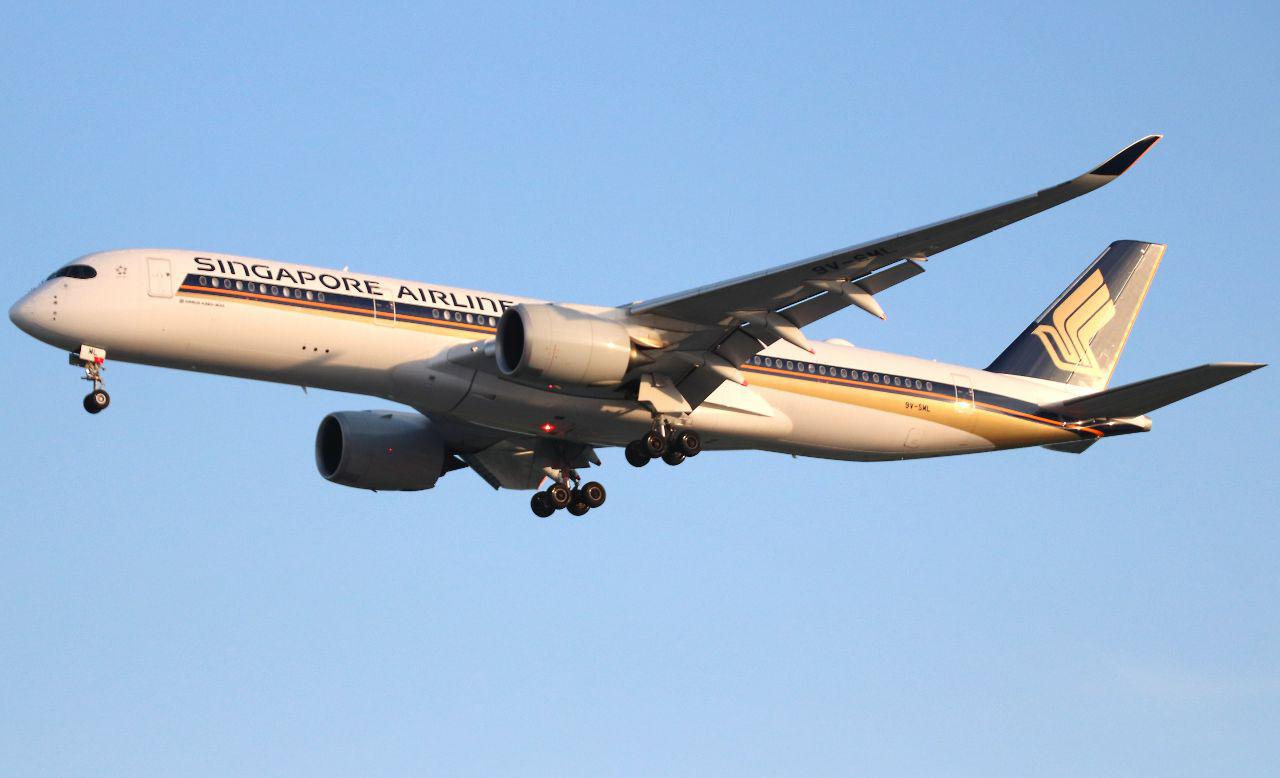
Airbus A350-900 der Singapore Airlines

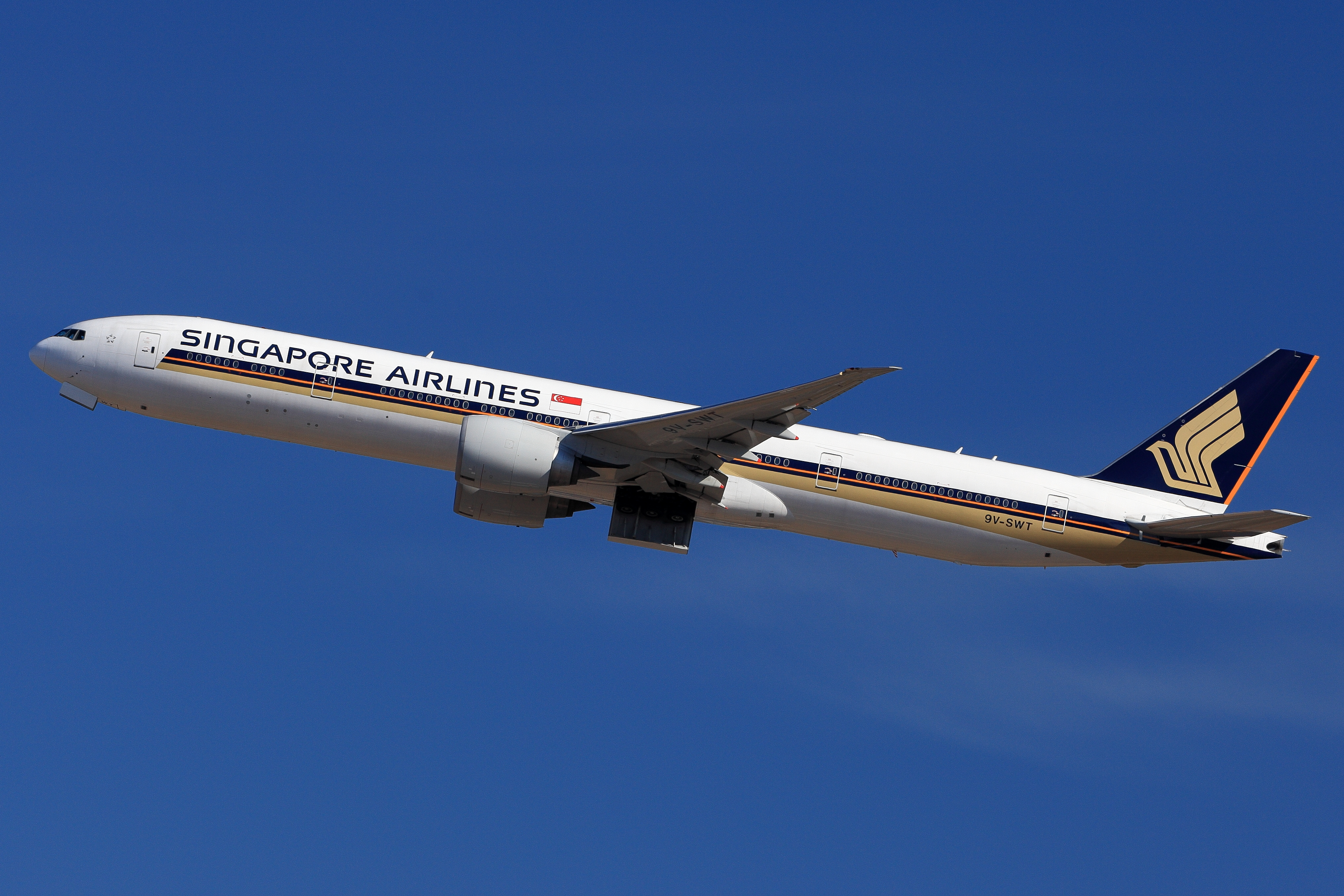
Boeing 777-300ER der Singapore Airlines

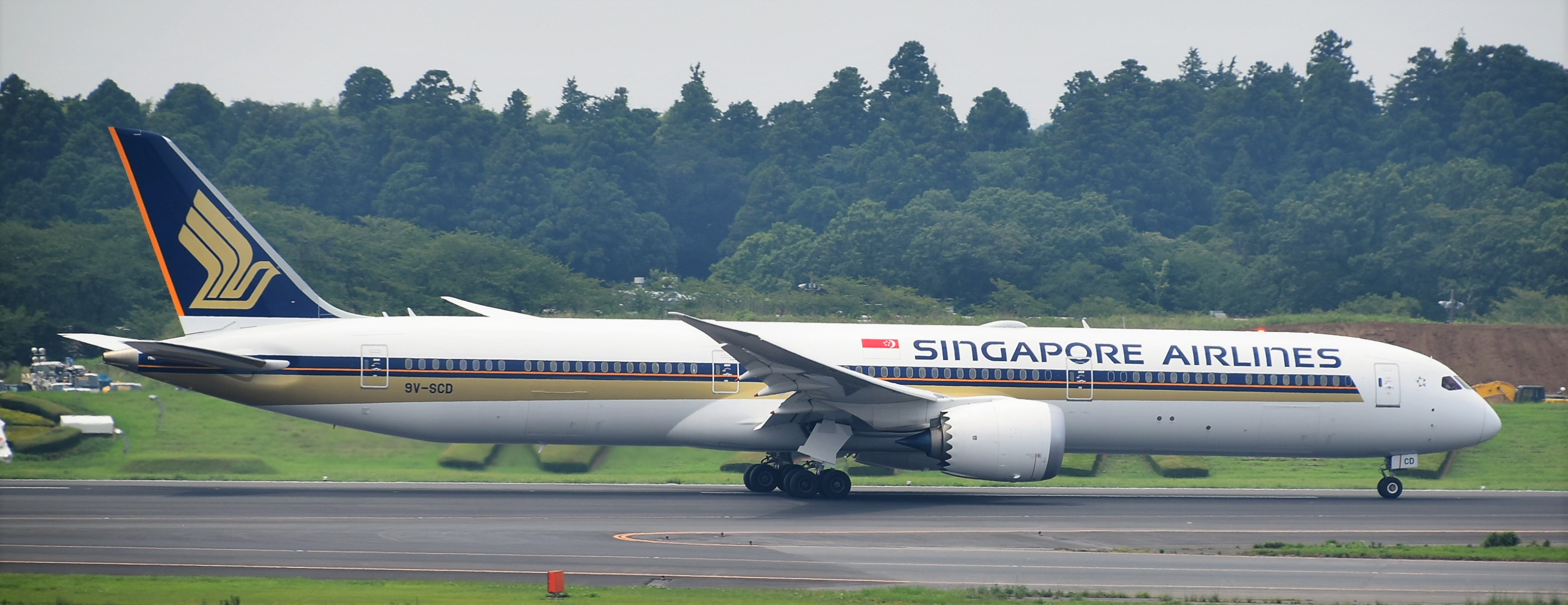
Boeing 787-10 der Singapore Airlines

### Aktuelle Flotte
Mit Stand Ende 2023 besteht die Flotte der Singapore Airlines aus 155 Flugzeugen (davon 14 inaktiv) mit einem Durchschnittsalter von 7,2 Jahren:
| Flugzeugtyp        | Anzahl | bestellt | Anmerkungen                                                                                         | Sitzplätze (First/Business/Eco+/Eco)                    | Durchschnittsalter (Ende 2023) |
| ------------------ | ------ | -------- | --------------------------------------------------------------------------------------------------- | ------------------------------------------------------- | ------------------------------ |
| Airbus A350-900    | 056    | 02       | zwei inaktiv; + 16 Optionen                                                                         | 253 (–/42/24/187)                                       | 4,9 Jahre                      |
| Airbus A350-900ULR | 07     |          | Auslieferung seit 2018; SIA ist Erstkunde der A350-900ULR                                           | 161 (–/67/94/–)                                         | 4,9 Jahre                      |
| Airbus A350F       |        | 07       | Auslieferung ab Ende 2025; SIA wird Erstkunde der Airbus A350F                                      | – Fracht –                                              |                                |
| Airbus A380-800    | 012    |          | drei inaktiv; SIA ist Erstkunde der A380-800                                                        | 379 (12/86/36/245) 409 (12/86/–/311) 441 (12/60/36/333) | 10,0 Jahre                     |
| Boeing 737-800     | 07     |          | eine inaktiv; wurden von Silk Air integriert                                                        | 162 (–/12/–/150)                                        | 9,0 Jahre                      |
| Boeing 737 Max 8   | 016    | 15       | eine inaktiv; Bestellung von Silk Air wurde übernommen                                              | 154 (–/10/–/144) 156 (–/12/–/144)                       | 4,6 Jahre                      |
| Boeing 747-400F    | 07     |          | eine inaktiv; Bis April 2018 Flotte der Singapore Airlines Cargo; werden durch Airbus A350F ersetzt | – Fracht –                                              | 20,2 Jahre                     |
| Boeing 777-300ER   | 023    |          | fünf inaktiv                                                                                        | 264 (4/48/28/184) 278 (8/42/–/228)                      | 13,8 Jahre                     |
| Boeing 777F        | 05     |          | | Frachter                                                | 0,8 Jahre                      |
| Boeing 777-9       |        | 26       | Auslieferung frühestens ab 2025                                                                     | – offen –                                               |                                |
| Boeing 787-10      | 022    | 28       | eine inaktiv; erste Auslieferung am 25. März 2018; SIA ist Erstkunde der 787-10                     | 337 (–/36/–/301)                                        | 4,1 Jahre                      |
| Gesamt             | 155    | 78       | |                                                         | 7,2 Jahre                      |

Die Tochtergesellschaften Scoot und Singapore Airlines Cargo setzen eigenständig weitere Flugzeuge ein.
Am 19. Mai 2017 gab das Unternehmen bekannt, die aus sieben Boeing 747-400F bestehende Frachtflotte der Singapore Airlines Cargo bis Anfang 2018 wieder in die Muttergesellschaft Singapore Airlines integrieren zu wollen.

### Aktuelle Sonderbemalungen
| Bemalung                   | Flugzeugtyp      | Luftfahrzeugkennzeichen | Zeitraum                                                      | Bild |
| -------------------------- | ---------------- | ----------------------- | ------------------------------------------------------------- | --- |
| „10,000th Airbus Aircraft“ | Airbus A350-900  | 9V-SMF                  | seit September 2016                                           | |
| „Star Alliance“            | Boeing 737 MAX 8 | 9V-MBL                  | seit April 2022                                               | Bild gesucht Die Wikipedia wünscht sich an dieser Stelle ein Bild. Weitere Infos zum Motiv findest du vielleicht auf der Diskussionsseite . Falls du dabei helfen möchtest, erklärt die Anleitung , wie das geht. |
| „Star Alliance“            | Boeing 777-300ER | 9V-SWI 9V-SWJ 9V-SWM    | WI: seit Dezember 2011 WJ: seit Juni 2012 ZM: seit April 2019 | |

### Ehemalige Flugzeugtypen

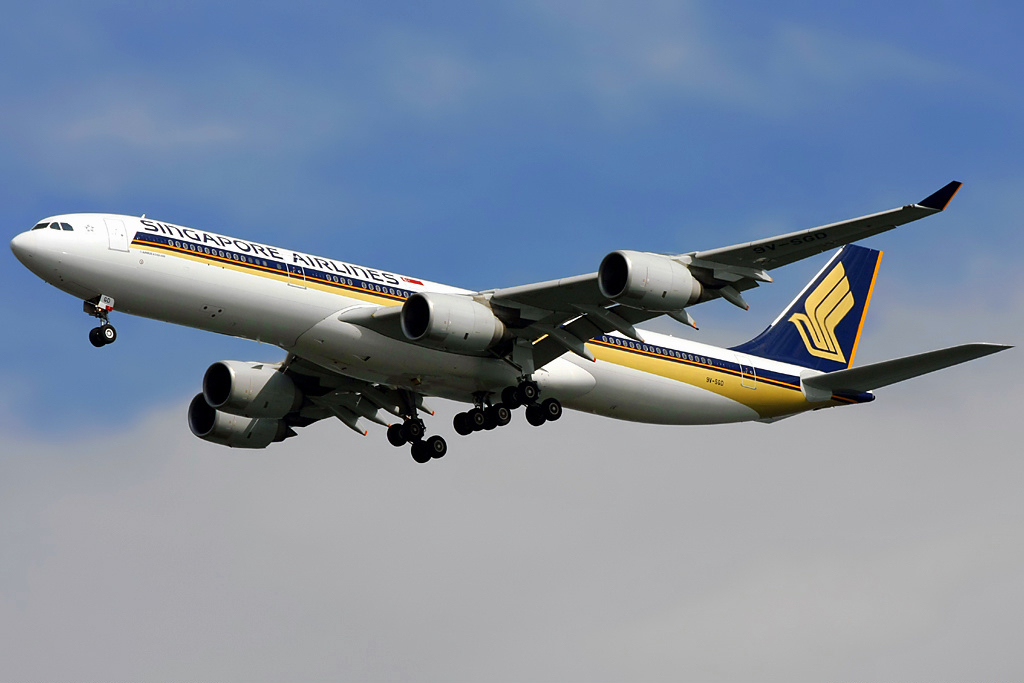
Airbus A340-500 der Singapore Airlines im Jahr 2008

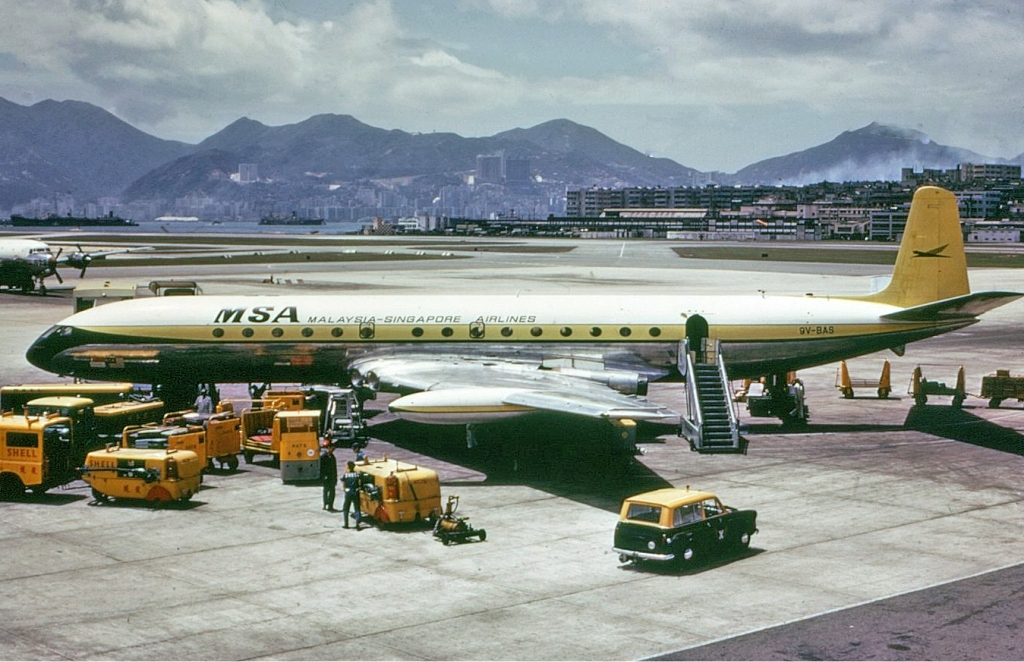
De Havilland Comet 4 der Malaysia-Singapore Airlines im Jahr 1966

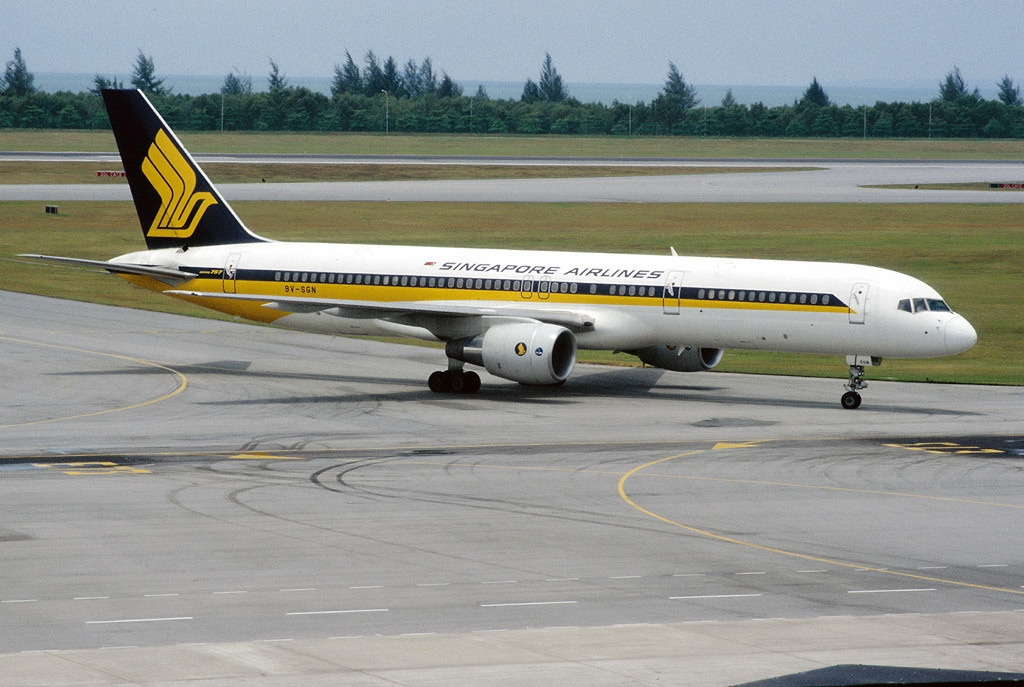
Boeing 757-200 der Singapore Airlines im Jahr 1985

In der Vergangenheit betrieb Singapore Airlines unter anderem folgende Flugzeugtypen:
| - Airbus A300B4-200 - Airbus A310-200/300 - Airbus A330-300 - Airbus A340-300/500 - Airspeed Consul - Boeing 707-300 - Boeing 727-200 - Boeing 737-100/200/300 - Boeing 747-200/300/400 - Boeing 757-200 - Boeing 777-300 | - Bristol Britannia - de Havilland Comet 4 - Douglas DC-3 - Douglas DC-4 - Fokker F-27 - Lockheed Super Constellation - McDonnell Douglas DC-10-30 - Vickers Viscount |

## Zwischenfälle
Singapore Airlines verzeichnete in ihrer Geschichte sechs Zwischenfälle, davon drei mit Todesfällen:
- Am 26. März 1991 wurde ein Airbus A310-300 (Luftfahrzeugkennzeichen 9V-STP) auf dem Weg vom Flughafen Kuala Lumpur-Sultan Abdul Aziz Shah zum Flughafen Singapur von vier Terroristen, die behaupteten der Pakistanischen Volkspartei anzugehören, entführt und von den Singapore Armed Forces (SAF) gestürmt. Alle Entführer wurden bei der Aktion getötet, jedoch überlebten die restlichen 125 Passagiere und Crew-Mitglieder.[21][22]

- Am 31. Oktober 2000 kollidierte eine Boeing 747-400 (9V-SPK) auf dem Flug von Singapur via Taipeh nach Los Angeles während des Startlaufs vom Flughafen Taiwan Taoyuan mit Gerätschaften einer Baustelle auf der Startbahn, woraufhin die Maschine in mehrere Teile gerissen wurde, wieder auf den Boden aufschlug und Feuer fing. Von 179 Menschen an Bord verloren 83 ihr Leben bei diesem Unglück. Die Maschine sollte von Bahn 05L aus starten, jedoch bog sie versehentlich auf die Parallelbahn 05R ein, die wegen Bauarbeiten gesperrt war. Zum Zeitpunkt der Kollision herrschte starker Monsunregen mit eingeschränkter Sicht (siehe auch Singapore-Airlines-Flug 006).[23]

- Am 21. Mai 2024 musste eine Boeing 777-300ER (Luftfahrzeugkennzeichen 9V-SWM) auf einem Flug vom Flughafen London-Heathrow nach Singapur in Bangkok notlanden, nachdem während schwerer Turbulenzen 71 Personen verletzt wurden und eine ums Leben kam (siehe auch Singapore-Airlines-Flug 321).[24]

## Trivia
- Singapore Airlines vergibt regelmäßig spezifische Spitznamen an neue Flugzeugmuster in ihrer Flotte. So wurden in der Vergangenheit die Boeing 747-200 Super B, die 747-300 Big Top, die 747-400 Megatop, der Airbus A300 Superbus, die A310 3TEN, die A340-300 Celestar und die A340-500 Leadership genannt. Unter den aktuellen Modellen trägt die Boeing 777 den Namen Jubilee, die A380-800 hören auf den internen Namen Bigboy.
- Singapore Airlines ist die weltweit am häufigsten ausgezeichnete Fluggesellschaft.[2] Durch Skytrax wurde sie aufgrund von Nutzerbewertungen mehrfach zur „Airline des Jahres“ gewählt. Zu den jüngsten Auszeichnungen zählt auch der Business Traveller Award 2012 als „Beste Airline für Geschäftsreisende“.
- Die Flugbegleiterinnen heißen Singapore Girls.[25][26]
- Mit einem planmäßig fast neunzehnstündigen Flug von Singapur zum Flughafen Newark (New York) nahm Singapore Airlines im Oktober 2018 den längsten Linienflug der Welt wieder auf, der 2004 schon einmal angeboten wurde, jedoch 2013 wegen eines zu hohen Ölpreises wieder eingestellt wurde. Eingesetzt wird dabei ein Airbus A350-900ULR, der eine Reichweite von 9700 nautischen Meilen, also etwa 18.000 Kilometer, hat. Dieser Flug besitzt 67 Business-Class- und 94 Premium-Economy-Sitze. Eine First- und eine Economy Class gibt es nicht.[27]